# Atil
Atil (Átil) – miasto w północnej części meksykańskiego stanu Sonora, siedziba władz gminy Atil. Miasto jest położone około 120 km od Zatoki Kalifornijskiej oraz około 15 km na zachód od miasta Altar. W 2005 roku ludność miasteczka liczyła 715 mieszkańców. Miasteczko powstało z misji jezuickiej założonej w 1715 roku, przez Jacobo Sedelmayera